# Kia EV3
Kia EV3 — субкомпактный электромобиль-кроссовер, выпускающийся с 2024 года южнокорейской корпорацией Kia Motors. Разработанный на платформе E-GMP, EV3 является четвёртым электромобилем Kia Motors.

## Описание
Концепт-кар Kia EV3 был представлен 12 октября 2023 года во время мероприятия производителя Kia EV Day. Позже в ноябре того же года автомобиль был представлен на автосалоне в Лос-Анджелесе. Серийная версия была представлена 23 мая 2024 года, а продажи ожидаются в июле 2024 года в Южной Корее.
EV3 во многом имеет сходства с EV9. Он использует философию дизайна бренда «Opposites United» с передней панелью «Цифровое лицо тигра» и фирменным вертикальным освещением «Звёздная карта» спереди и сзади. Приборная панель имеет три дисплея: 12,3-дюймовую комбинацию приборов, 5-дюймовый сенсорный экран для управления системой кондиционирования и информационно-развлекательную систему с 12,3-дюймовым сенсорным экраном. В интерьере используются материалы из полиэтилентерефталата, и у потребителей есть возможность использовать переработанные тканевые материалы. Другие особенности — 12-дюймовый индикатор на лобовом стекле HUD, выдвижной столик и места для хранения внутри центральной консоли, включая режим откидывания передних кресел.
Объём багажника составляет 460 л, а внутреннее устройство багажника имеет гибкость более 140 мм и вместительный отсек для хранения объёмом 25 л. Также автомобиль оснащён системой безопасности ADAS в сочетании с функцией электрического динамического управления вектором крутящего момента (eDTVC), цифровой ключ 2.0, который позволяет потребителям использовать смартфон вместо физического брелока, дистанционную интеллектуальную систему помощи при парковке и первую модель Kia, в которой впервые появилась функция рекуперативного торможения i-Pedal 3.0.

## Галерея
- Вид сбоку
- Вид сзади
- Приборная панель
- Багажник
- Передний багажник